# Tmesiphorus costalis
Tmesiphorus costalis är en skalbaggsart som beskrevs av Leconte 1849. Tmesiphorus costalis ingår i släktet Tmesiphorus och familjen kortvingar. Inga underarter finns listade i Catalogue of Life.